# 成瀬大域
成瀬 大域（なるせ たいいき、文政10年（1827年）1月 - 明治35年（1902年）2月5日）は、書家である。字は子直。通称は久太郎。大域、賜硯堂主人と号する。本名は温（ゆたか）。

## 経歴
遠江国佐野郡日坂（現・静岡県掛川市日坂）出身。書を母方の祖母巣甫に学ぶ。明治初年、東京に出て、漢学を安井息軒・芳野金陵・川田甕江に学ぶ。安井の塾にいたとき、安井の作詩を代書した。明治8年（1875年）、宮中に出仕し、明治12年（1879年）、勅命によって王羲之の『集字聖教序』を模して献じ、明治天皇はこれを嘉して楠木正成の遺物である尚方の硯を賜り、その居に賜硯と扁した。ついで諸葛孔明の「出師表」の真草2幅、明治14年（1881年）、十体書幅を献じた。
明治13年（1880年）の楊守敬の来日に始まる日下部鳴鶴・巖谷一六・松田雪柯・中林梧竹を中心とした六朝書道は正しい書道ではないとして非難し、長三洲らと同様に顔法（顔真卿の書法）に傾倒した。また、字学に精通し、文部省検定習字帖の誤字を正した。